# Si Saket
Pour la province de Thaïlande, voir Province de Si Saket.
Si Saket (thaï ศรีสะเกษ) est une ville de la région Nord-Est de la Thaïlande située au sud de la Mun.
En 2008, elle comptait 39 679 habitants.
Si Saket se trouve à 570 km de Bangkok.
La ville compte de nombreux temples bouddhistes tels que le Wat Pasrisamran, le Wat Maha Puttharam et le Wat Klang.

## Personnalités liées à la commune
- Sasirawan Inthachot (2003-), athlète handisport née à Si Saket.
- Supachok Sarachat (1998-), footballeur né à Si Saket.